# Mormonia neogama
Mormonia neogama là một loài bướm đêm trong họ Noctuidae.